# Sujói Kut
Sujói Kut (del ruso: Сухой Кут), es un posiólok del raión de Kurgáninsk del krai de Krasnodar, en Rusia. Está situado en las llanuras de Kubán-Priazov, en la orilla derecha del río Labá, 39 km al noroeste de Kurgáninsk y 94 km al este de Krasnodar. Tenía 603 habitantes en 2010
Pertenece al municipio Vozdvízhenskoye.